# Громила (повесть)
«Громила» (англ. Big Driver; дословно: «Большой водитель») — повесть американского писателя Стивена Кинга, впервые опубликованная в 2010 году в сборнике «Тьма, — и больше ничего».
Отрывок был опубликован в выпуске Entertainment Weekly от 12 ноября 2010 года.
В 2014 году повесть была экранизирована.

## Сюжет
Главная героиня повести — Тесса (Тесс) Джин, писательница в жанре «уютного детектива» — участвует в мероприятии, проводившемся в библиотеке в Чикопи (Массачусетс). После мероприятия пригласившая её библиотекарь Рамона Норвилл предупреждает Тесс держаться подальше от межштатной автомагистрали I-84 и сообщает ей более короткую и (предположительно) более безопасную дорогу до дома Тесс в Коннектикуте. Но на этой короткой дороге возле заброшенной бензоколонки автомобиль Тесс наезжает на лежащие поперёк дороги куски дерева, утыканные гвоздями, и у него спускает колесо.
Вскоре к Тесс подъезжает старый пикап, и его водитель предлагает помочь Тесс с заменой колеса. Поначалу ей кажется, что водитель действительно хочет ей помочь, но затем Тесс догадывается, что куски дерева с гвоздями на дороге — это поставленная им ловушка, и вскоре после этого водитель оглушает Тесс, неоднократно насилует её и душит до потери сознания. Позже Тесс приходит в себя, но притворяется мёртвой, когда водитель прячет её тело в водопропускной трубе и уезжает. Очнувшись, Тесс в ужасе убегает, обнаружив в этой трубе тела двух девушек (предыдущих жертв водителя) в разной степени разложения.
Тесс пытается позвать на помощь, но быстро осознаёт, что нападение вызовет скандал, который разрушит её карьеру, и решает никому не рассказывать об изнасиловании.
На следующий день Тесс приезжает в бар «Бродяга», куда был пригнан её оставленный автомобиль, и, заводя разговор с его работницей Бетси Нил, придумав легенду о своих травмах, Тесс узнаёт, что изнасиловавший её водитель был завсегдатаем этого бара и его работники между собой прозвали его «Громилой». Используя детективные навыки, приобретённые во время написания своих произведений, Тесс решает найти преступника; при этом с ней общаются её домашний кот Фритци и GPS-навигатор в её автомобиле. Во время поисков Тесс узнаёт, что водителя-преступника зовут Элвин (Эл) Штрелке, а библиотекарь Рамона Норвилл, сообщившая ей якобы безопасную дорогу — его родная мать; после этого Тесс делает вывод, что Рамона намеренно направила её в ловушку. После просмотра фильма «Отважная» Тесс твёрдо решает отомстить преступнику.
Тесс отправляется в дом к Рамоне, где между ними завязывается схватка; во время схватки Тесс убеждается, что Рамона действительно виновна в её намеренном направлении в ловушку, и убивает её. Затем Тесс находит адрес Элвина Штрелке и, дождавшись, когда он вернулся домой с работы, стреляет в него; перед смертью Элвин признаётся Тесс, что её изнасиловал его младший брат Лестер и он же совершил убийства двух девушек, ранее найденных Тесс. Шокированная Тесс отправляется в дом к Лестеру Штрелке и убивает его.
Неуверенная в причастности Эла Штрелке к её изнасилованию и охваченная чувством вины за возможное убийство невиновного человека, она пишет признание в полицию и решает покончить с собой, но в последний момент передумывает и возвращается в дом «Громилы» в поисках доказательств его причастности и находит там свою сумку, отнятую у неё в ночь, когда было совершено преступление, что и подтверждает соучастие Эла Штрелке в изнасиловании. После этого Тесс возвращается домой, наконец чувствуя себя в полной безопасности.

## Восприятие
Мэри МакНамара (LA Times) отмечает: «Хотя это не то, чем известны его произведения, изнасилования часто встречаются в творчестве Стивена Кинга — часто в длинных, графически детализированных и жестоких сценах. Кинг — мастер ужасов, так что это неудивительно… Я ценю желание Кинга усилить концепцию сборника с помощью „феминистского“ линчевателя („Тьма, — и больше ничего“ — это все о возмездии) и даже его довольно остроумное исследование страха общественного осуждения, связанного с изнасилованием. Но эта история настолько бессмысленна, что в лучшем случае эксплуатирует свою тему, а в худшем — оскорбляет её».
По мнению писателя и критика Брайана Роу, «„Громила“ касается нескольких важных тем. Конечно главная тема повести-это месть. В „Громиле“ автор Стивен Кинг решает показать ярость женщины, когда её обижает кто-то, кто не только насилует её, но и оставляет умирать»,

## Экранизация
В 2014 году на экраны вышла экранизация повести, снятая датско-американским режиссёром Микаэлем Саломоном. Главную роль в ней сыграла Мария Белло.